# Höherer SS- und Polizeiführer
 Der er for få eller ingen kildehenvisninger i denne artikel, hvilket er et problem. Du kan hjælpe ved at angive troværdige kilder til de påstande, som fremføres i artiklen.

Höherer SS- und Polizeiführer, (HSSPF), var betegnelsen for højere SS- og politiledere i Nazi-Tyskland. Titlen blev indført af Heinrich Himmler for at betegne "eliteledere" indenfor SS.

## Eksempler på HSSPF
- Hans-Adolf Prützmann - Höherer SS- und Polizeiführer Rußland-Süd und Schwarzes Meer - Höchster SS- und Polizeiführer Ukraine
- Günther Pancke – Höherer SS- und Polizeiführer Mitte
- Erich von dem Bach-Zelewski – Höherer SS- und Polizeiführer Russland-Mitte
- Karl Hermann Frank – Höherer SS- und Polizeiführer Böhmen und Mähren
- Odilo Globocnik – Höherer SS- und Polizeiführer Adriatisches Küstenland
- Richard Hildebrandt – Höherer SS- und Polizeiführer Schwarzes Meer
- Friedrich Jeckeln – Höherer SS- und Polizeiführer Russland-Nord
- Ernst Kaltenbrunner – Höherer SS- und Polizeiführer Donau
- Friedrich Wilhelm Krüger - Höherer SS- und Polizeiführer Polen
- Wilhelm Rediess – Höherer SS- und Polizeiführer Nord